# DEC Alpha

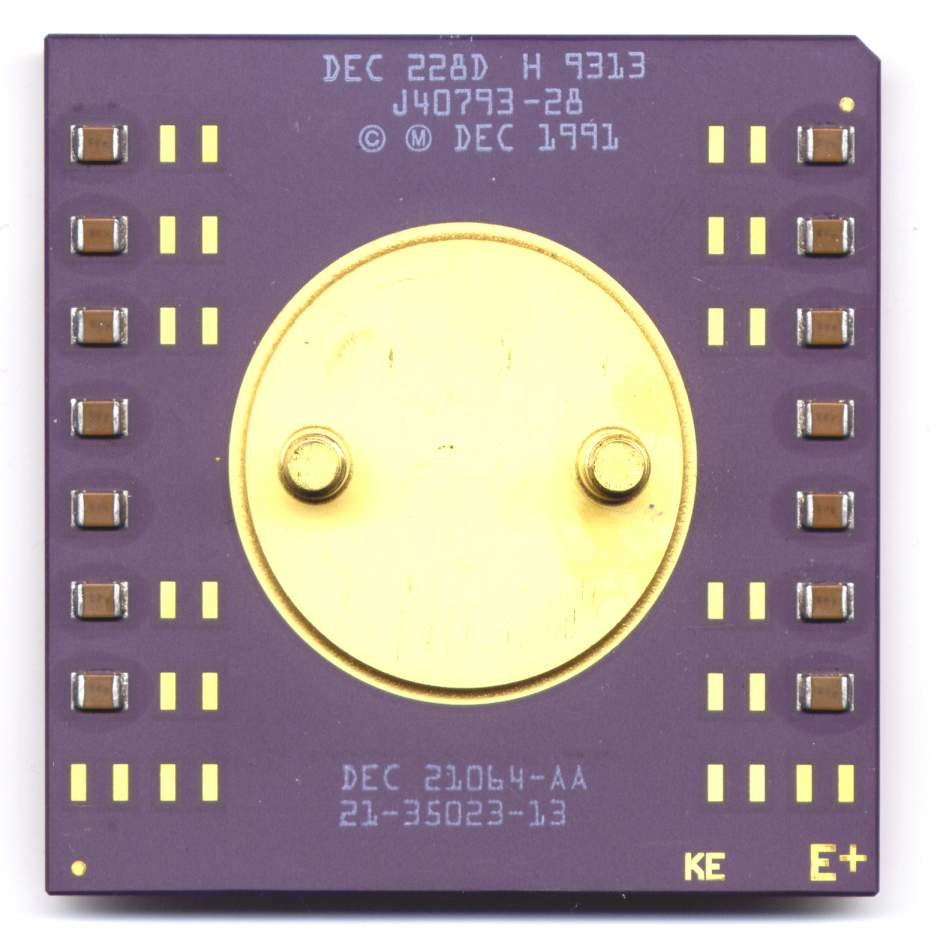
DEC Alpha AXP 21064.

DEC Alpha es una arquitectura de microprocesadores diseñada por DEC e introducida en 1992 bajo el nombre AXP, como reemplazo a la serie VAX. Cuenta con un conjunto de instrucciones RISC de 64 bits especialmente orientada a cálculo de coma flotante. 
La arquitectura Alpha se caracteriza por seguir la filosofía RISC (Conjunto de instrucciones reducidas). El primer procesador que hizo gala de la tecnología Alpha fue el 21064.
La organización de sus registros es de uso general con una arquitectura que se puede encuadrar como de registro-registro. Esto hace que la mayoría de sus instrucciones operen sobre los registros, haciendo uso de la memoria RAM solo para instrucciones de carga y almacenamiento. La razón es que se intenta minimizar los accesos a memoria, puesto que suponen el cuello de botella para los procesadores actuales. La longitud de palabra de los registros es de 64 bits, ya sea desde el PC (contador de programa), pasando por los registros de enteros, coma flotante, etc.
Está preparado para manejar datos de 64 bits, pero también puede manejar datos de 32, 16 bits y por último de 8 bits.

## Versiones

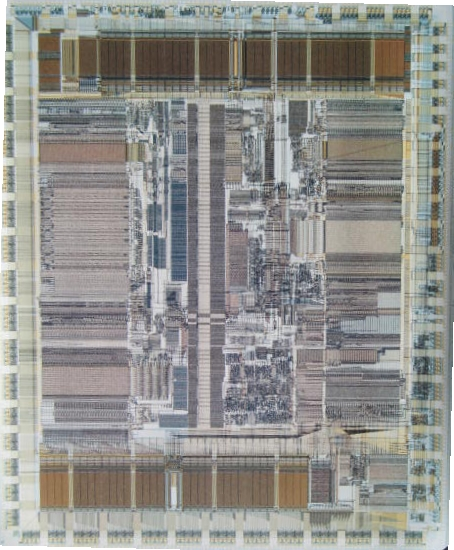
Matriz del microprocesador Alpha AXP 21064.

La primera versión, el Alpha 21064 se lanzó en 1992 corriendo a 200 MHz.
El procesador de 64-bit fue un diseño supersegmentado (segmentación) y superescalar, como otros diseños RISC, pero sin embargo superándolos a todos y DEC lo promulgó como el procesador más rápido del mundo. 
En comparación, el Intel Pentium, de menor costo, salió a 66 MHz en el lanzamiento de esa primavera.
El Alpha 21164 estuvo disponible en 1995 a una frecuencia de 333 MHz. En julio de 1996 se elevó a 500 MHz, en marzo de 1998 a 666 MHz, y en mayo de 1998 el 21264 fue lanzado a 731 MHz. Los de 1 GHz, y otros más veloces, fueron anunciados en 2001 (el 21364 o EV7), y estuvieron disponibles desde 2003 a 1,1 GHz+. Alrededor de 500.000 sistemas basados en Alpha se vendieron hacia el final de 2000.
La producción de los chips Alpha fue licenciada a Samsung. Seguidamente la compra de DEC por Compaq puso a los productos en su mayoría bajo la firma API NetWorks, Inc. (previamente Alpha Processor Inc.), compañía fundada por Samsung y Compaq. En octubre del 2001 Microway comenzaba la venta exclusiva y provisión de servicios para la línea de Alpha de API NetWorks'. Después Compaq anuncia que los computadores que utilizan Alpha sufrirían un cambio en favor de Intel's Itanium en 2004. 
HP, nuevo dueño de Compaq, anuncia más tarde que el soporte continuaría varios años más, incluyendo el lanzamiento del chip EV7z (EV79 y EV8 ambos cancelados), pero esta sería la última instancia del chip. El IA-64 supone un reemplazo a esta serie. 
HP continuará manteniendo y vendiendo Tru64 hasta 2006, y ha extendido el soporte hasta 2011. 
Irónicamente a mediados del 2003 cuando se pensaba pasarlo a retiro el Alpha encabezaba la lista de los computadores más rápidos de Estados Unidos. El 16 de agosto de 2004 HP anunció el lanzamiento del EV7z a 1,3 GHz, y que este es el último modelo Alpha que van a producir.

### Tabla de modelos
| Modelo            | Apodo   | Año  | Frecuencia [MHz] | Proceso [µm] | Transistores [millones] | Superf [mm²] | IO Pines | Consumo [W] | Voltage | Mem [MB/s] | Dcache [k] | Icache [k] | Scache | Bcache      | ISA         |
| ----------------- | ------- | ---- | ---------------- | ------------ | ----------------------- | ------------ | -------- | ----------- | ------- | ---------- | ---------- | ---------- | ------ | ----------- | ----------- |
| EV40              | 21064   | 1992 | 150-200          | 0;75         | 1,68                    | 234          | 290      | 30          | 3,3     | 80         | 8          | 8          | --     |             |             |
| EV450             | 21064A  | 1994 | 200-300          | 0,5          | 2,85                    | 164          |          | 33          | 3,3     | 80         | 16         | 16         | --     |             |             |
| LCA40             | 21066   | 1993 | 100-166          | 0,68         | 1,75                    | 209          |          | 21          | 3,3     | 30         | 8          | 8          | --     |             |             |
| LCA450            | 21066A  | 1994 | 166-233          | 0,5          | 1,75                    | 161          |          | 23          | 3,3     | 30         | 8          | 8          | --     |             |             |
| EV50              | 21164   | 1995 | 266-500          | 0,5          | 9,7                     | 299          | 296      | 56          | 3,3/2,5 | 150        | 8          | 8          | 96k    | 1           | R           |
| EV560             | 21164A  | 1996 | 400-767          | 0,35         | 9,3                     | 209          |          | 46          | 3,3/2,0 | 300        | 8          | 8          | 96k    | 1-2M        | R,B         |
| PCA560            | 21164PC | 1997 | 400-533          | 0,35         | 3,5                     | 141          | 264      | 40          | 3,3/2,5 |            | 8          | 16         | --     | 1M          | R,B,M       |
| PCA570            |         |      | 600-666          | 0,28         | 5,7                     | 101          | 283      | 20          | 2,5/2,0 |            | 16         | 16         | --     | 1M          | R,B,M       |
| EV60              | 21264   | 1998 | 450-600          | 0,35         | 15,9                    | 314          | 389      | 73          | 2,0     | 1600       | 64         | 64         | --     | 2-8M        | R,B,M,F     |
| EV670             | 21264A  | 1999 | 667-750          | 0,25         | 15,9                    | 210          | 389      |             |         |            | 64         | 64         | --     | 2-8M        | R,B,M,F,C   |
| EV68A0L           | 21264B  | 2001 | 800-833          | 0,18         | 15,9                    | 125          |          |             |         |            | 64         | 64         | --     | 2-8M        | R,B,M,F,C,T |
| EV68CB0           | 21264C  |      |                  |              |                         |              |          |             |         |            | 64         | 64         | --     | 2-8M        | R,B,M,F,C,T |
| EV68CX\|0\|21264D |         |      |                  |              |                         |              |          |             |         | 64         | 64         | --         | 2-8M   | R,B,M,F,C,T |             |
| EV7               | 21364   | 2003 | 800-             | 0,18         |                         |              |          |             |         |            | 64         | 64         | 1,75M  | --          | R,B,M,F,C,T |

Extensiones ISA :
- R: ?
- B: BWX, instrucciones para leer palabras de 8- y 16-bits de memoria
- M: MVI, instrucciones "multimedia"
- F: FIX, instrucciones para mover datos entre punteros de registro enteros y flotantes y para raíz cuadrada
- C: CIX, instrucciones para contar y ubicar bits
- T: Soporte de preselección con modificación intentando mejorar el rendimiento del primer intento de bloqueo